# Edsbyn
Edsbyn è una città della Svezia, capoluogo del comune di Ovanåker, nella contea di Gävleborg. Ha una popolazione di 4.060 abitanti.